# Peugeot 104

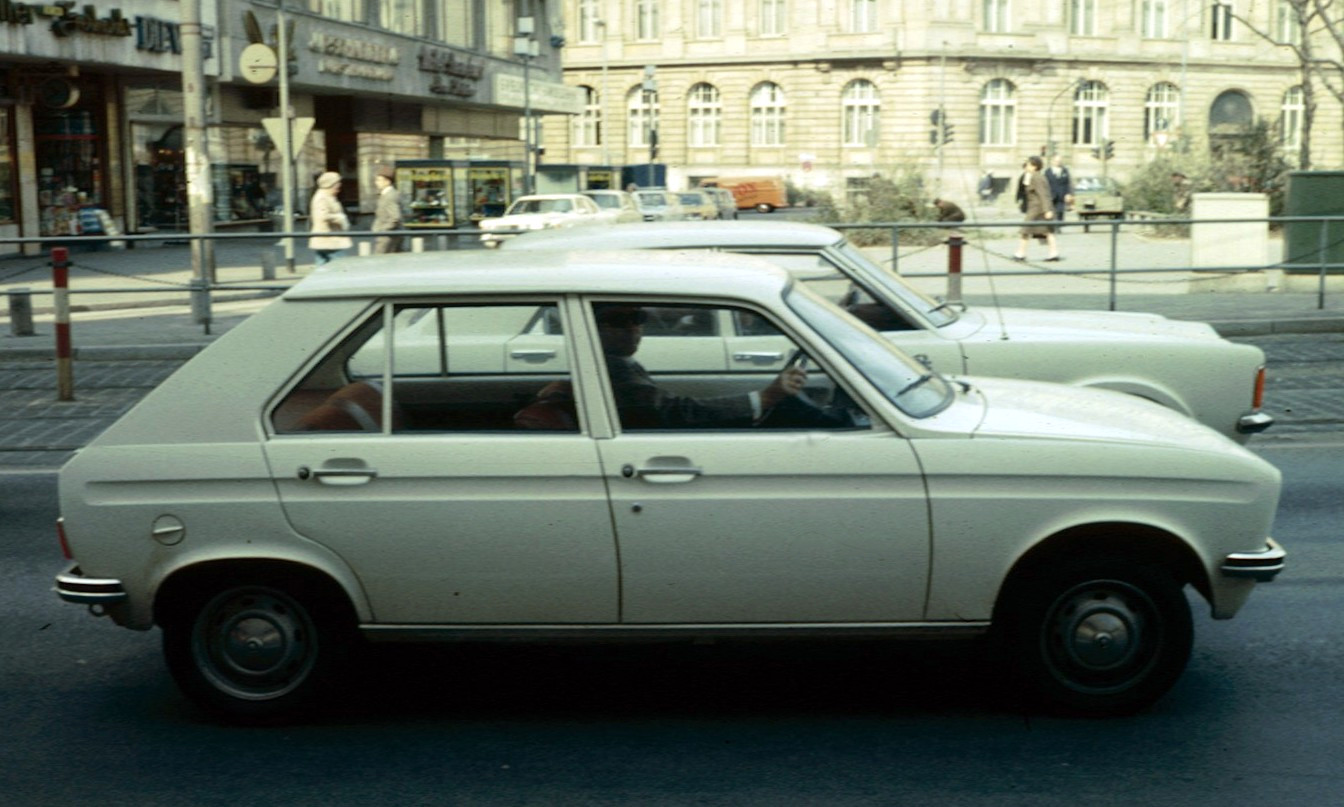
Lateral d'un Peugeot 104

El Peugeot 104 és un automòbil de turisme del segment B produït pel fabricant francès Peugeot entre els anys 1972i 1988.
Quan va ser llançat el 1972, el Peugeot 104 no va començar sent un dels primers petits hatchback produïts a Europa, sinó un sedan de dues i quatre portes fins que, un canvi d'imatge el 1976, és quan es van agregar les variants hatchback de tres i cinc portes. La silueta bàsica de l'automòbil era igual sense importar la versió. El 104 tenia motor davanter i tracció davantera.
Les motoritzacions anaven des del 1.0 al 1.4 L, el que li va donar bons nivells d'economia i el carburant, a més de tenir un xassís impressionant, va fer del seu ús una molt bona experiència. Encara que els 104 van ser produïts en diverses formes des de 1972 a 1988, el cor del cotxe era el motor 1.0 L Douvrin, que va ser desenvolupat en comú amb Renault. Aquest usava una transmissió similar a la usada pel Mini de la British Motor Corporation.
El 1975, Peugeot havia comprat Citroën, i la carrosseria del 104 es va usar com la base dels Citroën LN de 602 cc. Aquest cotxe va ser usat amb el motor més modern de 652 cc del Citroën Visa el 1983 transformant-lo en el LNA, abans que la producció finalment cessés el 1985.
Després de, com s'ha dit, l'adquisició de Citroën el 1976, i de Simca el 1978, van aparèixer diverses versions dels 104. La versió de Citroën era coneguda com a Citroën LN, mentre que la de Simca (que tenia els drets de Talbot), va llançar la seva versió del cotxe, coneguda com a Talbot Samba, que romandria en la producció fins que la marca Talbot fos desfeta el 1986. La configuració mecànica dels 104 també va ser utilitzada en el Citroën Visa.
El Peugeot 104 va ser un dels automòbils petits més populars d'Europa en la dècada dels 1970 però, com és obvi, va quedar obsolet contra els seus competidors més moderns de la dècada següent. Quan Peugeot va llançar al mercat el nou 205 el 1983, el 104 va ser tret de la majoria dels mercats europeus. Però va continuar venent-se a França fins que la producció finalment va cessar al maig de 1988 després de 16 anys, havent-se produït 1.624.992 Peugeots 104.